# Prague City University
Prague City University (anciennement Prague College) est une université privée tchèque, affiliée au système universitaire britannique (accord passé avec l'université de Teesside (en)). Fondé en 2004, Prague College comporte quatre facultés, une école de commerce (Business school), une école des beaux-arts (School of Art & Design), une école d'ingénieurs spécialisée dans les nouvelles technologies (IT & Computing a School) et une faculté de pédagogie.